# 瑪莉亞·拉德納
瑪莉亞·弗里德里克·拉德納（德語：Maria Friderike Radner，1981年5月7日—2015年3月24日），是一位德國的女低音聲樂家。2015年3月24日，她與同事歐雷格·布里札克（Oleg Bryzhak）剛結束了在巴塞隆納利塞奧大劇院 （Gran Teatre del Liceu）的理查德·瓦格纳歌劇「齊格菲」的公演，與丈夫、兒子一同搭上了德国之翼航空公司的9525號航班，準備返回杜塞尔多夫市；結果不幸遇上墜機事故，4人均於事故中喪生。

## 外部連結
- 瑪莉亞·拉德納在互联网电影资料库（IMDb）上的資料（英文）